# Kumano, Mie

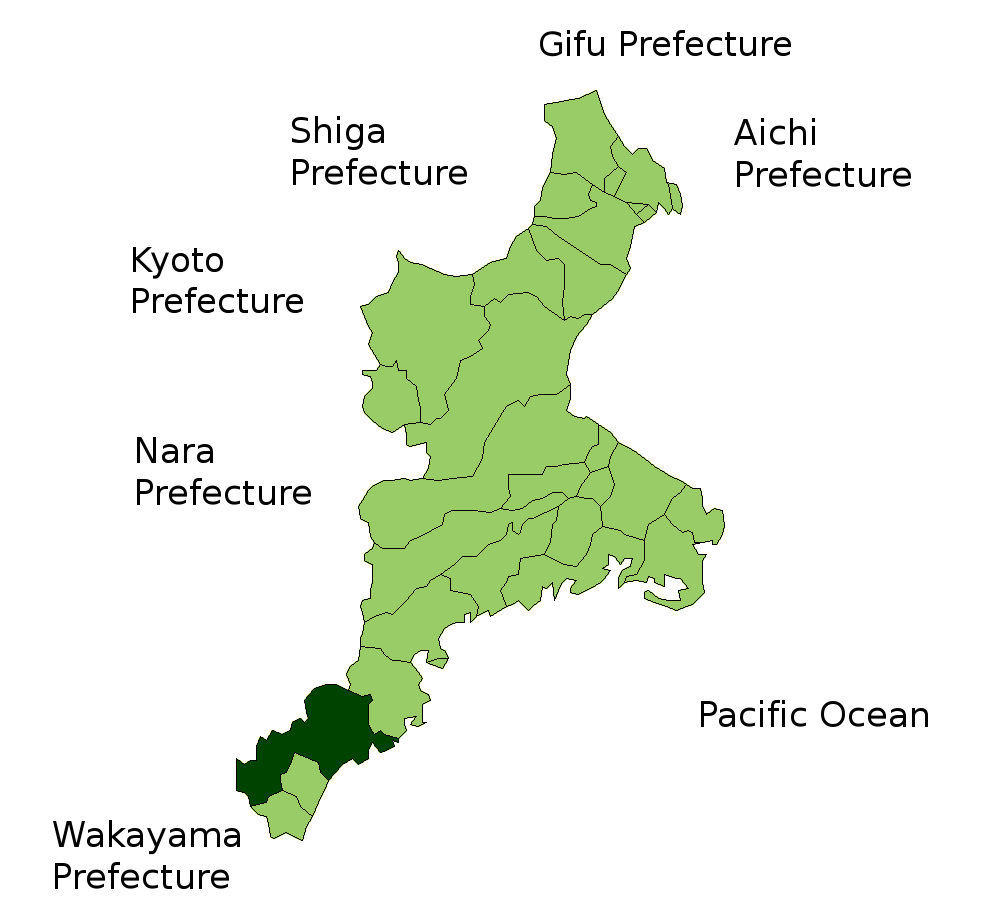

Kumano (熊野市 Kumano-shi?) este un municipiu din Japonia, prefectura Mie.